# Universität Paris IV

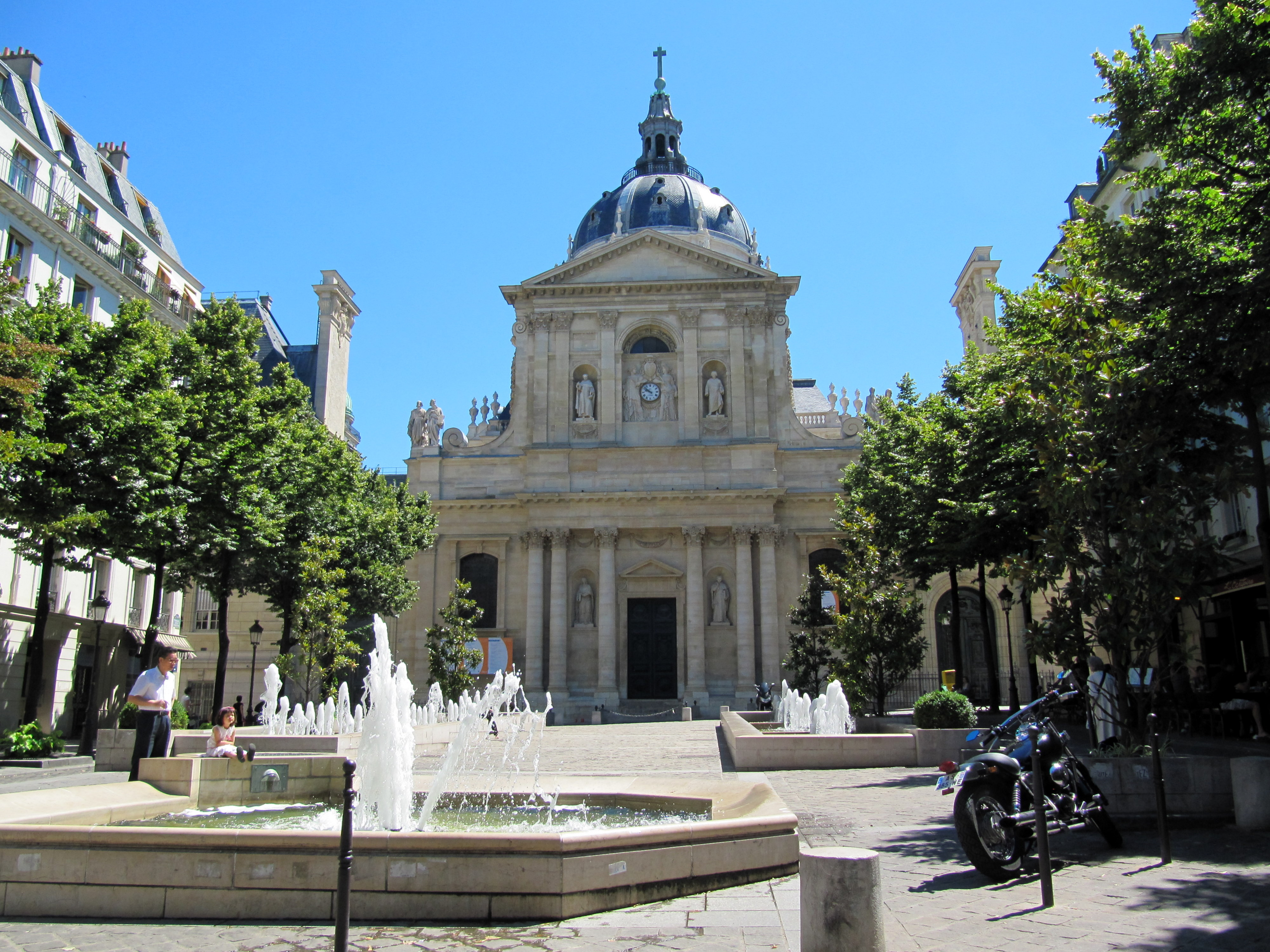
Eingang Universitätskapelle Sainte-Ursule

Die Universität Paris-Sorbonne (Paris IV) war nach der Aufteilung der Universität von Paris 1970/71 eine der dreizehn Pariser Universitäten. Sie war auf Geistes-, Kunst- und Sozialwissenschaften spezialisiert. Ihr Hauptsitz war in der historischen Sorbonne im 5. Arrondissement von Paris. 2018 ging sie mit der Universität Pierre und Marie Curie (Paris VI) in der Sorbonne Université auf.

## Geschichte
Die Universität Paris IV wurde im Rahmen der Universitätsreform per Dekret vom 23. Dezember 1970 gegründet und per Dekret vom 17. Juli 1984 bestätigt. Die Reform, die von Edgar Faure (Loi d’Orientation, 1986) vorbereitet und nach den Unruhen vom Mai 1968 durchgeführt wurde, bezweckte die Aufspaltung und Umorganisation der fünf Fakultäten der damaligen Pariser Universität und die Gründung von dreizehn interdisziplinären neuen Universitäten.
Die Universität Paris-Sorbonne ging aus der ehemaligen Faculté des Lettres et Sciences Humaines (Fakultät für Geistes- und Humanwissenschaften) der Sorbonne hervor, deren Namen und historische Gebäude in Paris (5. Arrondissement) sie mit den Universitäten Paris I Panthéon-Sorbonne, Paris III Sorbonne Nouvelle teilt. Das Gebäude beherbergte außerdem Teile der Universität Paris V René Descartes, die École nationale des chartes und die Chancellerie (Rektorat).
Im Jahr 2006 unterzeichneten die Universität Paris-Sorbonne und die Vereinigten Arabischen Emirate eine Vereinbarung zur Gründung einer neuen Universität in Abu Dhabi.
Die QS World University Rankings führten 2010 die Universität Paris IV im Bereich Geisteswissenschaften weltweit auf Platz 13.
2010 wurde die Universität Paris IV mit der Universität Paris VI im Universitätsverbund Sorbonne Universités zusammengeschlossen; anfangs war geplant, auch die Universität Paris II einzubeziehen. Mit Wirkung vom 1. Januar 2018 wurden die Universitäten Paris IV und Paris VI zur Sorbonne Université fusioniert.

## Präsidenten und Professoren
Präsidenten seit der Gründung waren der Historiker Alphonse Dupront (1971–76), der Philosoph Raymond Polin (1976–1981), der Hellenist Jacques Bompaire (1981–88), der Religionshistoriker Michel Meslin (1988–1993), der Historiker Jean-Pierre Poussou (1993–98), der Linguist Georges Molinié (1998–2003 und 2008–2012), der Geograph Jean-Robert Pitte (2003–2008) und der Kunsthistoriker Barthélemy Jobert (2012–17).
Zu den Professoren zählten unter anderem Pierre Grimal, Jacques Heurgon, Pierre Wuilleumier, Jérôme Carcopino und Jacqueline Worms de Romilly (die zweite in die Académie française aufgenommene Frau). Ehemalige Studenten sind der französische Kardinal Philippe Barbarin, Justizministerin Christiane Taubira, Etel Adnan und Linda Maria Baros.